# Sant Sebastià de Buseu
Sant Sebastià de Buseu, sovint denominat simplement Sant Sebastià, és un poble despoblat i abandonat del terme municipal de Baix Pallars, a la comarca del Pallars Sobirà. Pertanyia a 
l'antic terme, suprimit el 1969, de Baén. Actualment (2013) està despoblat, amb la major part de cases en ruïnes.
Sant Sebastià de Buseu disposa d'església pròpia, amb caràcter de sufragània de la de Sant Serni de Buseu. Dedicada a sant Sebastià, és un exemplar de 
romànic rural força destacable. Depèn de Sant Feliu de Sort, però només nominalment, ja que el poble no té cap veí. Una mica allunyada al sud-sud-oest del poble hi ha l'antiga església romànica de Sant Joan de Solans.

## Etimologia
Aquest poble prengué el nom de la seva parròquia, juntament amb el nom de Buseu, atès que en depenia. És, doncs, un topònim ja romànic, d'origen medieval.

## Història

### Edat moderna
En el fogatge del 1553, Sant Sebastià de Buseu declara 3 focs laics.

### Edat contemporània
Amb la promulgació de la constitució espanyola del 1812, l'anomenada Constitució de Cadis, Buseu organitzà el seu propi ajuntament, que incloïa Sant Sebastià de Buseu, com a continuïtat de l'antiga Universitat, reconeguda des de feia segles. En no assolir un mínim de 30 veïns (caps de família), el febrer del 1847 fou unit al de Baén. Pertanyia, com els altres pobles veïns, a l'abadia de Gerri.
Pascual Madoz dedica un breu article del seu Diccionario geográfico... a Sant Sebastià de Buseu. S'hi pot llegir que el poble està situat en un pla sobre una altura, on és combatut per tots els vents. El clima hi és fred. Tenia en aquell moment 7 cases i una església, dedicada a Sant Sebastià, sufragània de la de Baén. Descriu el territori com a pla i muntanyós a la vegada, amb algunes fonts naturals i monts poblats de pins.
S'hi collia sègol, ordi, patates i llegums, i hi havia vaques i ovelles, i també caça de llebres, perdius i aus de pas. La població era de 13 veïns (caps de casa) i 80 ànimes (habitants).

## Les cases del poble[3]
| - Casa Baro - Casa Casaler - Casa Catarí | - Casa Cisco - Casa Evaristo - Casa Genaró | - Casa Gesquiró - Casa Hortalet - Casa Malgrat | - Casa Quiquet - La Rectoria - Casa Saniró |

## Comunicacions
Mena a Baén la pista de Baén, que arrenca del punt quilomètric 295,2 de la carretera N-260, des d'on travessa la Noguera Pallaresa pel pont de Baén. Per aquesta carretera, de forta pujada i nombrosos revolts, s'arriba al poble de Baén en quasi 8 quilòmetres. Des d'aquest poble cal emprendre cap al sud per una altra pista, que en uns 6 quilòmetres més duu fins a les restes del poble de Buseu. Continuant per la mateixa pista, s'arriba a Sant Sebastià de Buseu en uns 6 quilòmetres més.